# アグラスピス
アグラスピス（学名: Aglaspis）は、約5億年前のカンブリア紀に生息した光楯類の化石節足動物の一属。周縁の幅広い頭部をもち、アメリカから数種が発見される。その1種 Aglaspis spinifer は例外的に付属肢が判明した光楯類であり、光楯類全体の復元と分類に大きな影響を与える指標として知られている。

## 形態

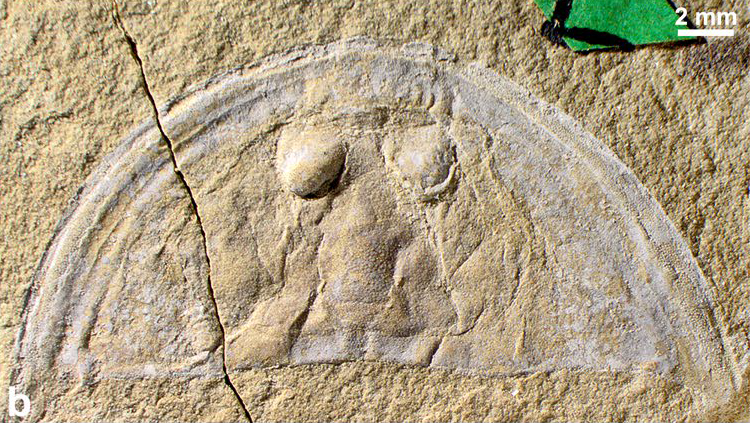
Aglaspis spinifer の頭部化石

大型の光楯類であり、最大のものは長さ約3cmの頭部 (A. barrandei) と全長約20cmの全身標本 (A. spinifer) で知られる。
背面の幅広い外骨格（背板 tergite）の表面には明瞭な粒状構造が密生する。頭部背板（背甲, head shield）は半円形で左右が後方に尖り（頬棘 genal spine）、前方から左右にかける周縁 (marginal rim) は他の光楯類のものより幅広く、中央の前方付近に1対の眼がある。胴部は11節の背板からなり、左右の肋部 (pleural region) は後方の胴節ほど強く後方に傾斜する。尾刺 (tail spine) は細長い剣状。
付属肢などの腹面構造は A. spinifer の化石標本 MPM11154 のみによって知られ、これは付属肢が知られる数少ない光楯類化石の中でも最も完全なものである。背甲の前方腹面には後ろ向きの口を覆い被さった1枚のハイポストーマ (hypostome, または上唇 labrum) があり、その左右には1対の触角が前に突出するが、背甲前縁以降の部分は不明。それ以降は少なくとも9対の同形な脚が頭部（3もしくは4対）から胴部（5対以上）にかけて並んでいる。脚は平たく筋があり、不明瞭な原節 (basipod) と4節の内肢 (endopod) のみ知られ、外肢 (exopod) は見当たらない。最終2胴節から尾刺基部までの腹面は1対の板状の構造体 (postventral plate) に覆われる。この板は前後の角がやや内側に偏った太い紡錘形で、内縁中央がお互いに隣接する。

## 分布と分類
アグラスピスは最初に記載された光楯類であり、光楯類（アグラスピス類、Aglaspidida）の名前の由来でもある。光楯類の中で本属はアグラスピス科 (Aglaspididae) の模式属であり、系統解析では Glypharthrus（特に Glypharthrus simplex）との類縁関係が支持される。
アグラスピス（アグラスピス属 Aglaspis）は、少なくともアメリカ合衆国北中西部のウィスコンシン州にある堆積層 St. Lawrence Formation（古生代カンブリア紀ジャンシャニアン期）から確定的な2種で知られいる。他には本属に属することが懐疑的なものが前述した産地から2種（下記参照）、ユタ州の Weeks Formation（ガズハンジアン期）からAglaspis? sp. として同定された標本が知られている。
Aglaspis barrandei Hall, 1862
本属の模式種（タイプ種）。頬棘が短い。
記載当初は甲殻類とされていた。
Aglaspis spinifer Raasch, 1939
頬棘が A. barrandei のものより長い。
光楯類全体の中でも研究が進み、その復元と分類に大きな影響を与えた種である。記載当初は頭部付属肢が鋏角と5対の脚と解釈されたことで、本種含めて光楯類全体が鋏角類とされるようになった。しかしこれは後に触角と4-5対の脚に見直され、鋏角類説が否定されるようになった。
Aglaspis？ dorsetensis (Raasch, 1939)
不完全な背甲、断片的な背板と尾刺のみ知られる。背甲後方と尾刺の粒状突起は大きく、尾刺の粒状突起の間に細かな粒状突起が生えている。
Aglaspis？ franconensis (Raasch, 1939)
尾刺の断片のみ知られる。粒状突起は大きい。A？ dorsetensis とは同種の可能性がある。